# Schlacht bei Sadras
Pondicherry – Sadras – Providien – Negapatam – Trincomalee – Cuddalore I – Cuddalore II
Die Seeschlacht bei Sadras (englisch Battle of Sadras, französisch Bataille de Sadras) war die erste von fünf weitgehend unentschiedenen Seeschlachten zwischen britischen Flotteneinheiten, kommandiert von Edward Hughes, und französischen Flotteneinheiten unter dem Kommando von Admiral Pierre André de Suffren, während der Auseinandersetzungen zwischen den beiden Staaten im Rahmen des Amerikanischen Unabhängigkeitskrieges, in diesem Fall auch als Anglo-Französischer Krieg bezeichnet. Die Schlacht, die am 17. Februar 1782 in der Nähe von Sadras an der indischen Ostküste stattfand, war ein taktisches Unentschieden, aber die britischen Schiffe erlitten den größten Schaden. Unter dem Schutz Suffrens konnten in der Folge französische Truppentransporter in Porto Novo, dem heutigen Parangipettai, anlanden.

## Hintergrund

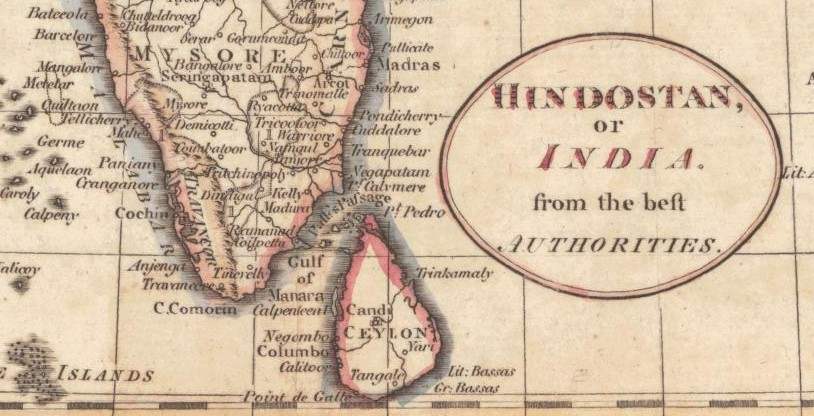
Karte von Südindien, 1794

Frankreich war 1778 in den Amerikanischen Unabhängigkeitskrieg eingetreten und Großbritannien hatte den Niederlanden Ende 1780 den Krieg erklärt (Vierter Englisch-Niederländische Seekrieg), nachdem sich die Niederländer geweigert hatten, den Handel mit den Franzosen und Amerikanern einzustellen. Die Briten hatten rasch die Kontrolle über die meisten französischen und niederländischen Außenposten in Indien erlangt, was darüber hinaus auch den Zweiten Mysore-Krieg auslöste.
Als Reaktion auf das britische Vorgehen wurde der französische Admiral Suffren zur militärischen Unterstützung der noch verbliebenen französischen Kolonien in Indien entsandt und führte im März 1781 eine Geleitflotte von fünf Linienschiffen und einer Korvette, die sieben Transportschiffe von Brest aus begleitete. Im April war Suffren in eine zufällige Schlacht mit einer britischen Flotte bei Porto Praya auf den Kapverdischen Inseln verwickelt. Im Oktober ließ er Verstärkungstruppen am niederländisch kontrollierten Kap der Guten Hoffnung zurück, um die Verteidigung dieser Kolonie zu unterstützen. Suffren ergänzte seine Flotte um einige Schiffe und segelte weiter zur Île de France (dem heutigen Mauritius), wo er im Dezember in Port Louis eintraf.
Nach weiteren Ergänzungen in Port Louis segelte Suffrens Flotte unter dem Kommando des Brigadier Thomas d’Estienne d’Orves nach Indien, um den Konvoi mit fast 3.000 Mann unter dem Kommando des Comte du Chemin zu begleiten. D’Orves starb im Februar 1782, kurz bevor die Flotte vor der indischen Küste eintraf, und Suffren übernahm erneut das Kommando.
Suffren segelte zunächst nach Madras, in der Hoffnung, die dortige britische Besatzung zu überraschen. Als er am 15. Februar 1782 allerdings auf die dort ankernde Flotte des britischen Konteradmirals Hughes traf, wandte er sich wieder nach Süden. Er beabsichtigte, Truppen in Porto Novo anzulanden, die Küste hinauf zu marschieren und auf dem Weg dorthin französische und holländische Stützpunkte zurückzuerobern. Hughes hingegen nahm die Verfolgung Suffrens auf. Suffren war hierdurch gezwungen, seine Truppenkonvois vor Hughes zu schützen, dessen vermutetes Ziel es war, seine Truppen an der Landung zu hindern.

## Die Schlacht

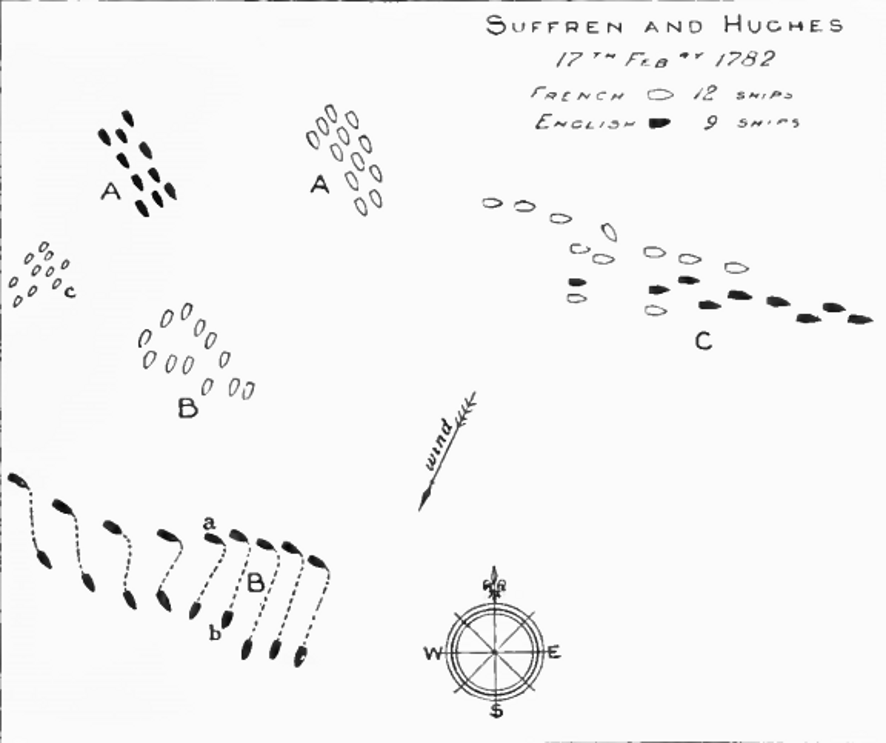
Skizze der Schlacht

Bei Tagesanbruch des 17. Februar sichteten die Briten das französische Geschwader zwölf Seemeilen östlich und seine Transportschiffe neun Meilen südwestlich. Hughes verfolgte diese Transporter und konnte sechs von ihnen erbeuten. Da Suffren sie verfolgte, sie aber nicht vor Sonnenuntergang überholen konnte, steuerten beide Flotten in der Nacht nach Südosten. Am nächsten Morgen herrschte eine leichte Brise aus Nord-Nord-Ost, und die Franzosen befanden sich sechs Seemeilen nordöstlich der Briten. Suffren befahl seinen Schiffen, eine Linie mit Steuerbordhalsen zu bilden und seewärts zu fahren. Hughes hoffte, dass ihn so die übliche Brise nach Luv führen würde. Der Wind wehte jedoch nicht wie erwartet. Da die nordöstlichen Winde den Feind heranbrachten, hielt sich Hughes vor dem Wind, um die Lücken zwischen seinen Schiffen zu schließen. Um 16.00 Uhr zwang ihn die Annäherung der Franzosen dazu, mit Steuerbordhalsen nach Osten zu steuern.
Die Exeter in der Nachhut wurde von den vorausfahrenden Schiffen getrennt und erhielt keine Unterstützung. Suffren, der einen Teil seiner Flotte persönlich anführte, passierte die britische Linie von achtern bis zu Hughes’ Flaggschiff, das an fünfter Stelle der Vorhut lag. Dort stoppte er in halber Kanonenreichweite, um zu verhindern, dass die vier Vorhutschiffe wendeten, um ihre Begleitschiffe zu unterstützen. Seine Absicht war es, dass die andere Hälfte seiner Flotte die Rückseite der Briten angreifen sollte, was aber nur von zwei Schiffen umgesetzt wurde. Das Ergebnis war, dass die Franzosen acht Schiffe zum Angriff auf fünf der Briten bringen konnten.
Um 18.00 Uhr drehte der Wind nach Südost, so dass die britische Vorhut in Aktion treten konnte. Bei Einbruch der Dunkelheit Ende das Gefecht. Suffren vor Pondicherry vor Anker während Hughes weiter nach Trincomale, segelte. Die britischen Verluste betrugen 32 Tote sowie 83 Verwundete. Die Franzosen hatten 30 Tote zu beklagen.

## Schlachtordnung

### Frankreich

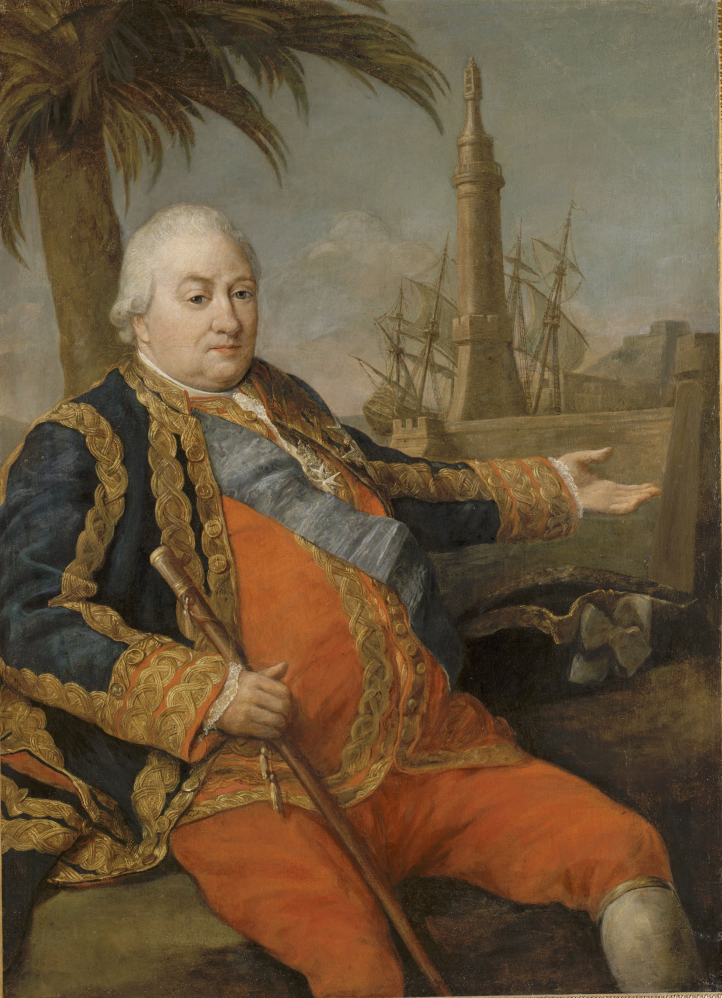
Gemälde von Pierre André de Suffren

| Flotte von Pierre André de Suffren | Flotte von Pierre André de Suffren | Flotte von Pierre André de Suffren                   | Flotte von Pierre André de Suffren | Flotte von Pierre André de Suffren | Flotte von Pierre André de Suffren | Flotte von Pierre André de Suffren      |
| Schiff                             | Kanonen                            | Kommandant                                           | Verluste                           | Verluste                           | Verluste                           | Anmerkungen                             |
| Schiff                             | Kanonen                            | Kommandant                                           | getötet                            | verwundet                          | Insgesamt                          | Anmerkungen                             |
| ---------------------------------- | ---------------------------------- | ---------------------------------------------------- | ---------------------------------- | ---------------------------------- | ---------------------------------- | --------------------------------------- |
| Sévère                             | 64                                 | Étienne-François de Cillart de Villeneuve            |                                    |                                    |                                    |                                         |
| Pourvoyeuse                        | 38                                 |                                                      |                                    |                                    |                                    | Fregatte                                |
| Vengeur                            | 64                                 | Charles Gaspard Hyacinthe de Forbin La Barben        |                                    |                                    |                                    |                                         |
| Fine                               | 32                                 | Éléonor Jacques Marie Stanislas de Perier de Salvert |                                    |                                    |                                    | Fregatte                                |
| Brillant                           | 64                                 | Armand de Saint-Félix                                |                                    |                                    |                                    |                                         |
| Bellone                            | 32                                 | de Piervert                                          |                                    |                                    |                                    | Fregatte                                |
| Flamand                            | 56                                 | Louis-Hyacinte de Cavelier de Cuverville             |                                    |                                    |                                    |                                         |
| Annibal                            | 74                                 | Bernard-Marie Boudin de Tromelin                     |                                    |                                    |                                    |                                         |
| Sylphide                           | 12                                 |                                                      |                                    |                                    |                                    | Korvette                                |
| Héros                              | 74                                 | Félix d'Hesmivy de Moissac                           |                                    |                                    |                                    | Flaggschiff von Pierre André de Suffren |
| Orient                             | 74                                 | Jean Baptiste Christy de La Pallière                 |                                    |                                    |                                    |                                         |
| Artésien                           | 64                                 | François-Joseph-Hippolyte Bidé de Maurville          |                                    |                                    |                                    |                                         |
| Sphinx                             | 64                                 | Charles Louis du Chilleau de La Roche                |                                    |                                    |                                    |                                         |
| Ajax                               | 64                                 | René Joseph Bouvet de Précourt                       |                                    |                                    |                                    |                                         |
| Petit Annibal                      | 50                                 | Justin Bonaventure Morard de Galles                  |                                    |                                    |                                    |                                         |
| Bizarre                            | 64                                 | Anne René Augustin de Roscanvec de La Landelle       |                                    |                                    |                                    |                                         |

### Großbritannien

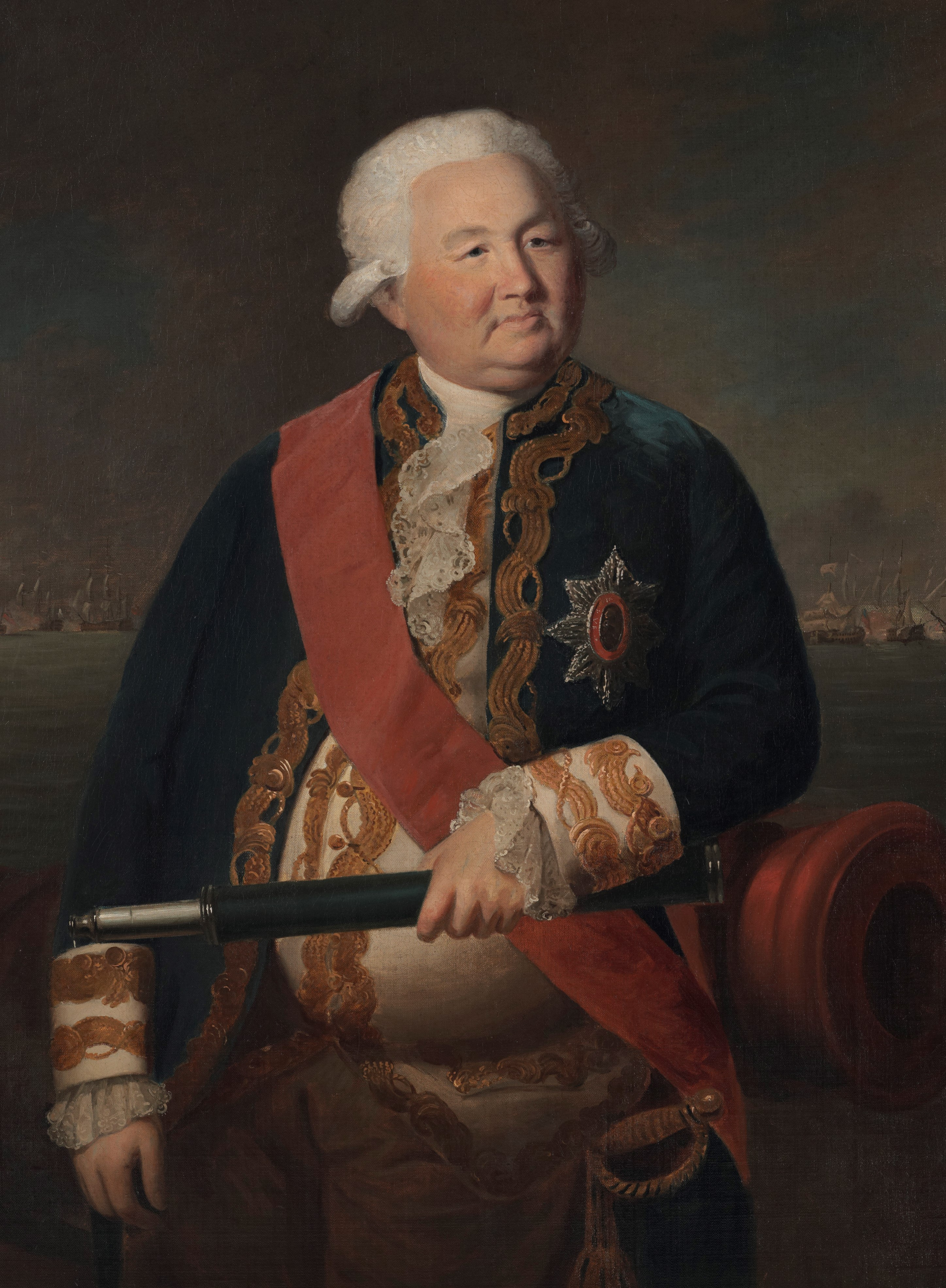
Gemälde von Edward Hughes

| Flotte von Edward Hughes               | Flotte von Edward Hughes | Flotte von Edward Hughes | Flotte von Edward Hughes | Flotte von Edward Hughes | Flotte von Edward Hughes | Flotte von Edward Hughes                          |
| Schiff                                 | Kanonen                  | Kommandant               | Verluste                 | Verluste                 | Verluste                 | Anmerkungen                                       |
| Schiff                                 | Kanonen                  | Kommandant               | getötet                  | verwundet                | Insgesamt                | Anmerkungen                                       |
| -------------------------------------- | ------------------------ | ------------------------ | ------------------------ | ------------------------ | ------------------------ | ------------------------------------------------- |
| Eagle                                  | 64                       | Ambrose Reddall          |                          |                          |                          |                                                   |
| Monmouth                               | 64                       | James Alms               |                          |                          |                          |                                                   |
| Worcester                              | 64                       | George Talbot            |                          |                          |                          |                                                   |
| Burford                                | 68                       | Peter Rainier            |                          |                          |                          |                                                   |
| Superb                                 | 74                       | William Stevens          |                          |                          |                          | Flottenflaggschiff von Vice-Admiral Edward Hughes |
| Hero                                   | 74                       | Charles Wood             |                          |                          |                          |                                                   |
| Isis                                   | 50                       | Thomas Charles Lumley    |                          |                          |                          | [ A 1 ]                                           |
| Monarca                                | 68                       | John Gell                |                          |                          |                          |                                                   |
| Exeter                                 | 64                       | Henry Reynolds†          | 10                       | 45                       | 55                       | Flaggschiff von Commodore Richard King            |
| Nicht direkt an der Schlacht beteiligt |                          |                          |                          |                          |                          |                                                   |
| Seahorse                               | 24                       | Robert Montagu           | 0                        | 0                        | 0                        | Fregatte                                          |
| Manilla                                | 10                       | William Robinson         | 0                        | 0                        | 0                        | Versorgungsschiff                                 |

## Nachwirkungen
Suffren rief seine Kommandanten zur Beratung zusammen und tadelte diejenigen, die sich aus der Schlacht herausgehalten hatten, bevor er dem Truppenkonvoi nach Porto Novo folgte. Dort war die französische Infanterie gelandet und Suffren traf sich mit dem mysoreanischen Herrscher Haidar Ali, um die weitere Strategie zu planen. Nach einigen Reparaturen machte sich Suffren auf den Weg, um Hughes weiter zu verfolgen. Die französischen und mysoreanischen Truppen eroberten am 4. April Cuddalore, nördlich von Porto Novo. Hughes war nach Trincomalee auf Ceylon gesegelt, wo er seinerseits Reparaturen vornahm.

## Bemerkungen
1. ↑  Bereits seit der Mitte der 1750er Jahre wurden die 50-Kanonen-Schiffe von Seiten der britischen Marine nicht mehr als vollwertige Linienschiffe (Schlachtschiffe) angesehen, da sie normalerweise zu schwach für die Schlachtlinie waren.